# Lijst van voetbalinterlands Andorra - Litouwen
Deze lijst van voetbalinterlands is een overzicht van alle officiële voetbalwedstrijden tussen de nationale teams van Andorra en Litouwen. De landen hebben tot op heden twee keer tegen elkaar gespeeld. De eerste ontmoeting, een vriendschappelijke wedstrijd, was in Karksi (Estland) op 29  juni 1998. Het laatste duel tussen beide landen, eveneens een vriendschappelijke wedstrijd, was op 11 februari 2009 in Albufeira (Portugal).

## Wedstrijden
| № | Plaats    | Datum            | Competitie        | Wedstrijd          | Uitslag |
| - | --------- | ---------------- | ----------------- | ------------------ | ------- |
| 1 | Karksi    | 29 juni 1998     | Vriendschappelijk | Litouwen − Andorra | 4 − 0   |
| 2 | Albufeira | 11 februari 2009 | Vriendschappelijk | Litouwen − Andorra | 3 − 1   |

## Samenvatting
| Competitie        | Totaal gespeeld | Winst Andorra | Gelijk | Winst Litouwen | Doelsaldo Andorra – Litouwen |
| ----------------- | --------------- | ------------- | ------ | -------------- | ---------------------------- |
| Vriendschappelijk | 2               | 0             | 0      | 2              | 1 − 7                        |
| Totaal            | 2               | 0             | 0      | 2              | 1 − 7                        |

Wedstrijden bepaald door strafschoppen worden, in lijn met de FIFA, als een gelijkspel gerekend.